# Blue Goose Records
Blue Goose Records is een Amerikaans platenlabel, dat jazz en bluesmuziek uitbrengt. Het werd begin jaren zeventig opgericht door Nick Perls en is een zusterlabel van zijn eerder begonnen label Yazoo Records. Terwijl Yazoo Records muziek op 78 toerenplaten uit de jaren twintig opnieuw uitbracht, richt Blue Goose Records zich op het uitbrengen van nieuw materiaal door 'herontdekte' 'zwarte' bluesartiesten als Sam Chatmon, Son House, Yank Rachell en bijvoorbeeld Shirley Griffith. Het label brengt tevens jonge blues- en jazzmusici uit, zoals Larry Johnson, Jo Ann Kelly, Woody Mann, Roy Book Binder en R. Crumb and His Cheap Suit Serenaders. Veel opnames zijn live-opnames, gemaakt door Nick Perls. 
De meeste Blue Goose-platen zijn in 2002 op cd heruitgebracht door het Japanse Air Mail Recordings. Het label is net als Yazoo Records inmiddels onderdeel van Shanachie Records.